# Il leone, la strega e l'armadio
Il leone, la strega e l'armadio (The Lion, the Witch and the Wardrobe) è un romanzo di letteratura giovanile di genere fantasy di C. S. Lewis. È stato il primo della saga  Le cronache di Narnia, iniziato a scrivere nel 1949 e pubblicato nel 1950, ed è il più noto, avendo ormai venduto 100 milioni di copie. Tuttavia, cronologicamente nella serie viene per secondo, dopo Il nipote del mago che è stato scritto più tardi.
Il romanzo è stato adattato per televisione, radio e cinema. Un film di Walt Disney Pictures e Walden Media intitolato Le cronache di Narnia - Il leone, la strega e l'armadio è uscito il 9 dicembre 2005.

## Trama
Durante la seconda guerra mondiale, nel 1940, quattro ragazzini fra loro fratelli, di nome Peter, Susan, Edmund e Lucy, vengono trasferiti da Londra in una residenza della campagna inglese, al riparo dai bombardamenti. La residenza appartiene all'anziano ed eccentrico prof. Kirke, ma ad occuparsi dei quattro è la sua governante, la severa signora MacReady.
Un giorno, giocando a nascondino, la sorella più piccola, Lucy, si nasconde in un voluminoso armadio e per caso scopre che si tratta di un portale magico. La bambina si ritrova in una terra ricoperta di neve, dove, nei pressi di uno strano lampione, incontra un fauno con una sciarpa rossa e un ombrello, che le offre ospitalità nella sua caverna. Il fauno si presenta come Tumnus e le spiega che quel mondo magico si chiama Narnia ed è popolato da animali parlanti, ninfe, nani e altre fantastiche creature, tuttavia si trova sotto il tallone della Strega Bianca, Jadis, che con i suoi sortilegi la mantiene sotto un rigido inverno senza fine  da 100 anni. 
Attraverso il medesimo passaggio che ha utilizzato all'andata, Lucy fa ritorno nell'armadio guardaroba e eccitata racconta ai fratelli la sua fantastica esperienza, ma questi non le credono, tanto più che, mentre la bambina sostiene di essere stata via per delle ore, sulla Terra non sono trascorsi più di un paio di secondi. Lucy insiste a credere a ciò che ha visto e quindi tempo dopo torna a Narnia attraverso l'armadio magico, stavolta però venendo seguita di nascosto dal fratello Edmund.
Mentre la bambina fa di nuovo visita al sig. Tumnus, Edmund incappa in una slitta, sulla quale siede una misteriosa donna avvolta in una pelliccia, che lo invita a bordo e gli offre dei dolci magici, chiedendo in cambio informazioni sui suoi fratelli; infine lo lascia andare promettendogli grandi ricompense, se Edmund, quando tornerà, porterà da lei anche suo fratello Peter e le sue due sorelle. Il ragazzino ignora che la donna sia in realtà la malvagia Strega Bianca, che vuole assassinare i quattro ragazzini a causa di un'antica profezia, secondo la quale il suo regno avrà termine quando "due figli di Adamo e due figlie di Eva" siederanno sui quattro troni di Cair Paravel. Tuttavia, quando Edmund sulla via del ritorno incrocia Lucy e questa lo invita a rivelare anche ai fratelli maggiori Peter e Susan di Narnia, lui, geloso del favore riservatogli dalla regina, insiste a dire che la sorellina si sia inventata tutto. Mentre Lucy ne resta profondamente amareggiata, stranamente solo il prof. Kirke, venuto a sapere dell'accaduto, suggerisce che il bugiardo possa invece essere Edmund.
Successivamente, volendosi nascondere dalla governante, tutti e quattro i fratellini finiscono casualmente nell'armadio magico e vengono catapultati a Narnia. A casa del sig. Tumnus però trovano una cattiva sorpresa: il fauno è stato catturato dalla polizia segreta della regina e condotto al suo palazzo, dove la Strega Bianca è solita pietrificare i malcapitati che si oppongono a lei. I ragazzini incontrano un castoro parlante, che li esorta a seguirlo a casa sua, ove gli racconta della profezia, nonché di Aslan, il Grande Leone, antico protettore e creatore di Narnia, che è sulla via del ritorno per liberare la terra dalla Strega Bianca. Intanto però Edmund si è allontanato per correre al palazzo della regina, ove spera nella ricompensa promessa, ma la Strega, dopo avergli carpito dove si trovano i suoi fratelli, lo fa imprigionare. Ma i lupi suoi scagnozzi arrivano in ritardo e trovano la tana dei castori vuota.
Guidati dal roditore parlante e da sua moglie, Peter, Susan e Lucy fuggono verso la Tavola di Pietra, ove sorge l'accampamento dei seguaci di Aslan, e sul percorso incontrano Babbo Natale, preludio della fine dell'inverno stregato, che gli fa dono di vari oggetti magici. Il gruppo viene però ostacolato nel Grande Fiume dai lupi della strega, però riescono a mettersi in salvo.  Quando i tre ragazzini sono ormai in salvo al cospetto di Aslan, la Strega Bianca decide di eliminare subito Edmund, ma questo viene liberato appena in tempo da una pattuglia di Narniani.
Il ragazzino è pentito di quanto fatto ai fratelli, ma di lì a poco sopraggiunge con un'ambasciata la regina, che invoca solennemente il rispetto della Grande Magia, creata secoli addietro dall'imperatore d'Oltremare, una misteriosa entità che viene detta padre di Aslan, secondo la quale i traditori devono essere messi a morte. Neppure Aslan può sottrarsi a questa legge, ma in qualche modo riesce a convincere la nemica a desistere dalle sue pretese.
Scesa la notte, il leone, facendosi accompagnare da Susan e Lucy, si reca dalla Strega Bianca e si consegna in suo potere: infatti è stato offrendo sé stesso che l'ha persuasa a rinunciare alla vita di Edmund; la Strega Bianca, attorniata da una corte di creature malefiche, sgozza festosamente Aslan con un coltello di pietra, quindi, sicura di non avere più avversari in grado di tenerle testa, raduna i suoi servitori e dà battaglia alle truppe di Aslan. Ma quando sorge il sole, alle due sorelle, che hanno assistito impotenti allo scempio, si mostra una scena sorprendente: Aslan risorge. Il leone spiega trattarsi di una magia molto antica e potente, che cela il vero significato dell'Antica Legge, che la Strega Bianca non aveva capito: qualora un innocente si fosse offerto volontariamente per salvare un traditore, la morte sarebbe tornata sui suoi passi.
Mentre infuria la battaglia al guado di Beruna, Aslan corre al palazzo della regina e libera le creature sotto il suo incantesimo (fra cui il sig. Tumnus), indi torna e, visto che i Narniani erano in inferiorità numerica, irrompe sul campo con i rinforzi, la travolge e uccide. La battaglia è vinta; e la profezia si avvera con l'incoronazione di Peter, Susan, Edmund e Lucy a re e regine di Narnia. I quattro, ripuliscono tutto il regno dai rimasugli della Strega Bianca. 
Inizia così l'Età dell'Oro, che finisce nell 'anno 1015  quando, ormai adulti, i quattro durante una battuta di caccia al Cervo Bianco, ritrovano il portale che li fa ritornare attraverso l'armadio magico sulla Terra, in casa del prof. Kirke. Qui però, essendo trascorso molto meno tempo, sono ancora bambini.

## La profezia
La Profezia di Narnia narra:
Il dolore sparirà, quando Aslan comparirà;

al digrignare dei suoi denti fuggon tutti i malviventi;

quando romba il suo ruggito, gelo e inverno è ormai finito;

se lui scuote la sua criniera, qui torna la Primavera.
Il tempo del male sarà terminato , 
quando i figli di Adamo e del suo costato , 
i troni di Cair Paravel avranno conquistato .»
La Strega Bianca cerca di non far avverare questa profezia uccidendo o imprigionando ogni essere umano che si introduce a Narnia.

## Fonti d'ispirazione
Come anche nei successivi libri della saga delle Cronache di Narnia, che Lewis scrisse in seguito, sono presenti immagini e allegorie cristiane. L'autore negò che, pubblicando i suoi libri, il suo intento specifico fosse quello di comporre racconti religiosi per i bambini, quei temi invece sarebbero sorti spontaneamente mentre era in corso d'opera. In un suo saggio, intitolato It All Began With A Picture, racconta infatti che l'ispirazione fondamentale per l'intera storia gli venne da un'illustrazione che vide a sedici anni, raffigurante un fauno con un ombrello in una foresta innevata. Lewis però ammise che l'inserimento di temi religiosi nei suoi libri avrebbe potuto a suo dire aiutare i bambini ad accogliere il messaggio cristiano.
In Il leone, la strega e l'armadio l'allusione più evidente e importante è il nesso tra il leone magico Aslan e Gesù Cristo. Così come quest'ultimo, secondo il Cristianesimo, venne crocifisso per redimere i peccati di tutta l'umanità e risorse il terzo giorno, Aslan accetta di sacrificarsi per salvare Edmund, colpevole di tradimento, e successivamente risorge. La Tavola di Pietra sulla quale viene ucciso e che poi si infrange rappresenta le tavole della legge mosaica, e quindi il superamento dell'Antico Testamento in favore del Nuovo.
Ma Lewis ebbe anche altre fonti di ispirazione, in particolare la mitologia. Da quella greco-romana sono tratte diverse creature fantastiche di Narnia, come i fauni, le naiadi e i centauri, mentre nani e giganti provengono dalla mitologia norrena. Da quest'ultima sembra pure tratta l'immagine del lunghissimo inverno che prelude ad una terribile battaglia che porterà al sovvertimento del vecchio mondo: il Fimbulvetr e il Ragnarǫk.
Jadis, la regina di Narnia, mostra infine diverse somiglianze con altri due personaggi letterari: la Regina delle Nevi di Hans Christian Andersen e la regina immortale Ayesha de La donna eterna di H. Rider Haggard, un autore che Lewis apprezzava.

## Edizioni
- C. S. Lewis, Il leone, la strega e l'armadio, traduzione di Fedora Dei, Mondadori, 1979.